# Welcome to Discovery Park
Welcome to Discovery Park è il terzo album in studio del gruppo musicale statunitense Brad. Il disco è stato pubblicato il 13 agosto 2002 per l'etichetta discografica Redline.

## Il disco
L'album è stato registrato tra il mese di maggio 2001 e il mese di marzo 2002 presso lo Studio Litho e lo Studio X di Seattle, Washington. Lo Studio Litho è di proprietà di Stone Gossard, chitarrista della band. La registrazione di Welcome to Discovery Park vede l'ingresso nella band del bassista Mike Berg che già dal 1997 aveva sostituito Jeremy Toback nelle esibizioni dal vivo e che resterà nel gruppo fino al 2005 (Berg appare anche nel successivo album dei Brad, Best Friends?, pubblicato nel 2010 ma registrato nel corso del 2003).
La maggior parte delle canzoni sono prodotte dagli stessi membri della band che si sono avvalsi occasionalmente del supporto dei produttori Phil Nicolo e Skip Drinkwater. Il missaggio è stato affidato a Nicolo, Drinkwater e Matt Bayles. L'album unisce la crudezza del primo lavoro della band, Shame, alla pulizia del suono che si può trovare nel secondo, Interiors. Le canzoni Shinin', Revolution e La La La sono state pubblicate anche come singoli.
Il libretto, disegnato dal batterista Regan Hagar con le fotografie di Bruce Tom, è realizzato in modo da poter essere piegato in modi diversi ottenendo quattro diverse copertine tra le quali scegliere.
Alcuni brani registrati in questo periodo e non inclusi in Welcome to Discovery Park sono stati pubblicati nella raccolta Brad vs Satchel del 2005.

## Tracce
1. Brothers and Sisters (Smith) – 5:35
2. Shinin' (Smith) – 4:21
3. Drop it Down (Gossard, Smith) – 4:17
4. Never Let Each Other Down (Smith) – 4:00
5. If You Could Make it Good (Smith) – 4:50
6. Revolution (Hagar, Smith) – 3:38
7. Takin' it Easy (Smith) – 3:11
8. Sheepish (Gossard) – 4:11
9. All is One (Berg, Smith) – 4:32
10. Couch T-bone (Berg, Gossard, Hagar, Smith) – 3:56
11. La, La, La (Smith) – 3:50
12. Yes, You Are (Smith) – 5:29
13. Arrakis (Berg, Smith) – 6:30

### Tracce bonus dell'edizione europea
1. It ain't easy (Gossard, Hagar, Smith, Berg) – 3:18
2. Make me crazy (Gossard, Hagar, Smith, Berg) – 4:14

## Formazione
Brad
- Mike Berg – tastiere, piano, basso, chitarra, synth, organo
- Stone Gossard – chitarra, basso, batteria, organo, synth
- Regan Hagar – batteria, synth, chitarra
- Shawn Smith – voce principale, pianoforte, organo, chitarra, batteria, synth, basso, drum programming
- Jeremy Toback – basso

Musicisti aggiuntivi
- Elizabeth Pupo-Walker – percussioni
- Thaddeus Turner – chitarra, basso

## Posizioni in classifica
L'album ha raggiunto la posizione 46 della classifica Top Heatseekers.